# Gare de Corswarem
La gare de Corswarem est une ancienne gare ferroviaire belge de la ligne 36, de Bruxelles-Nord à Liège-Guillemins située dans l'ancienne commune de Corswarem, rattachée à Berloz, dans la province de Liège en Région wallonne. Elle est fermée aux voyageurs depuis 1984.

## Situation ferroviaire
La gare de Corswarem était située au point kilométrique (PK) 71.5 de la ligne 36, de Bruxelles-Nord à Liège-Guillemins entre la gare fermée de Rosoux - Goyer et celle de Waremme.

## Histoire
L’administration des chemins de fer de l’État belge met en service ligne de Louvain à Liège par étapes de 1837 à 1842. Il n'y a alors aucune gare entre Rosoux et Waremme. 
Le point d’arrêt de Corswarem, administré depuis la gare de Waremme, est finalement mis en service le 1er avril 1889. Il devient une halte en 1896 et un bâtiment des recettes y est construit[Quand ?].
La SNCB supprime de nombreux arrêts de la ligne 36 entre Louvain et Waremme le 3 juin 1984 et la halte de Corswarem en fait partie.

## Patrimoine ferroviaire
Le bâtiment des recettes de la gare de Corswarem a été démoli à l'exception d'un segment de plus ou moins 5 m de long de l'ancienne aile principale ou se trouvait la porte du magasin à colis ; il sert de cabanon de service.
Le bâtiment appartenait au plan type 1893 dans une version dépouillée sans ornements de façade et avec plusieurs fenêtres absentes. Ce qu'il reste du bâtiment montre néanmoins un soubassement en pierres de teinte jaune.